# Liste der Fornminnen in Sillhövda

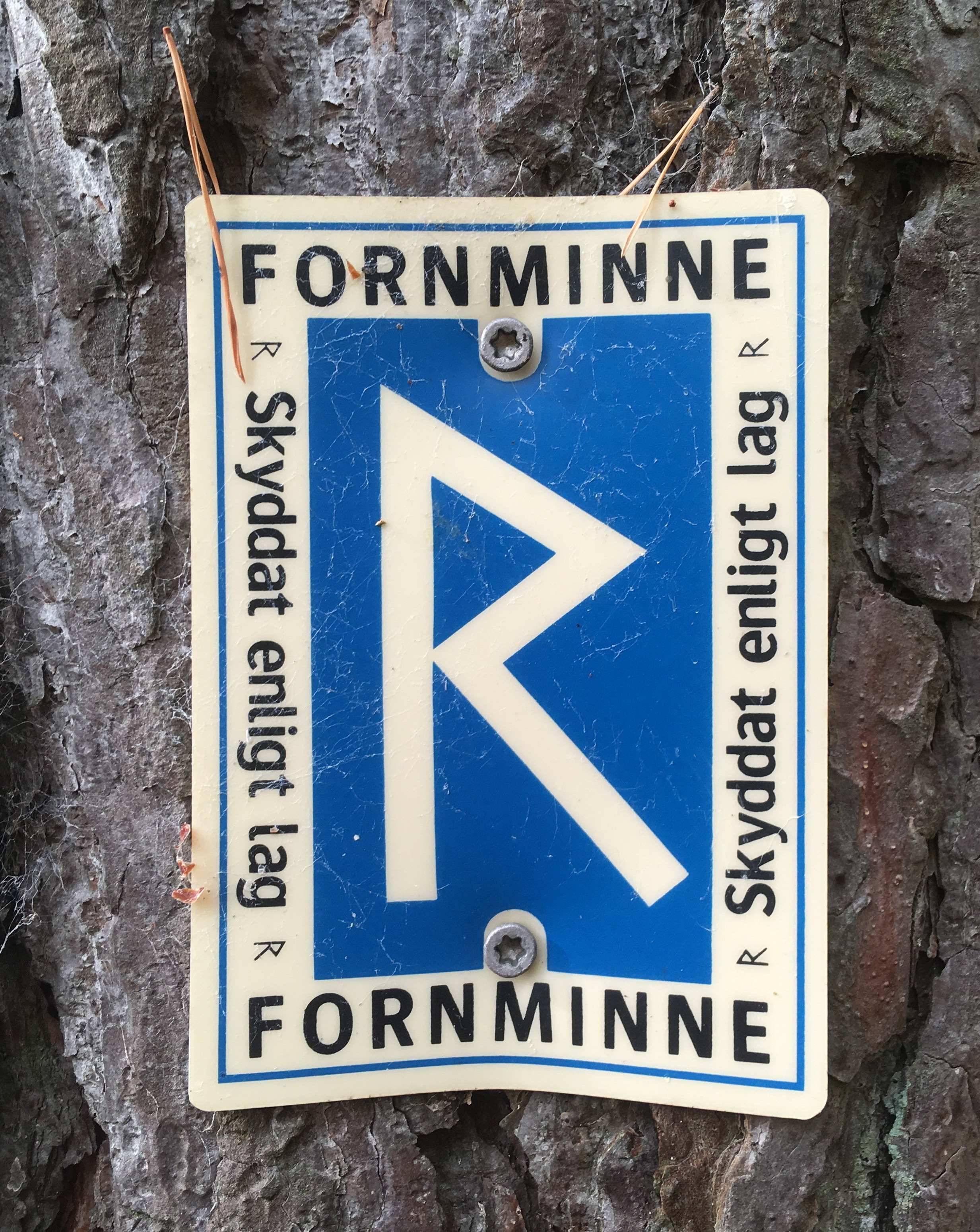
Zeichen für „Fornminnen“ in Schweden

Diese Liste der Fornminnen in Sillhövda zeigt die Alten/antiken Denkmale (schwedisch fornminnen) im ehemaligen Socken Sillhövda in der heutigen Gemeinde Karlskrona der südschwedischen Provinz Blekinge län, sie ist eine Teilliste der „Liste der Fornminnen in Blekinge“. Die Aufteilung basiert auf der historischen Zuordnung der Gebiete in Socken (siehe auch) und der Einteilung des Zentralamts für Denkmalpflege Riksantikvarieämbetet (RAÄ). Es werden die Fornminnen aufgeführt, die auf dem Suchdienst „Fornsök“ registriert sind, welcher weitere Informationen zu den bekannten kulturhistorischen Überresten in Schweden enthält.

## Begriffserklärung
Fornminnen (schwedisch für alte/antike Denkmale oder archäologische Funde) sind in Schweden alte Objekte und archäologische Funde (Fornlämningar), welche die Überreste menschlicher Aktivitäten in der Vergangenheit bezeichnen, die durch frühere Nutzung entstanden sind und dauerhaft aufgegeben wurden. Dabei gilt für Fornminnen, die vor 1850 entstanden sind, dass sie automatisch durch das Gesetz geschützt sind. Aber auch jüngere Überreste können zu Bodendenkmalen erklärt werden, wenn sie sich an ihrem ursprünglichen Standort befinden und weitgehend erdgebunden sind. Als Fornminnen zählen u. a. Siedlungen und Siedlungsreste aus prähistorischer Zeit, Gräber und Grabstätten, Burgruinen, Ruinen von Klöstern, Kirchen und Schlössern, Steine und Felsen mit Inschriften und Bildern (z. B. Runensteine und Petroglyphen), insofern sie nicht schon als Einzeldenkmal unter Byggnadsminnen (schwedisch für Baudenkmale) oder kyrkliga Kulturminnen (schwedisch für kirchliches Kulturgut) ausgewiesen sind.

## Legende
| ID           | = | ID.Nr. des Denkmalregisters (Fornsök) im schwedische Amt für nationales Kulturerbe (Riksantikvarieämbetet (RAÄ)) |
| Lage         | = | Koordinatenangabe des Standorts                                                                                  |
| Bezeichnung  | = | Bezeichnung des Denkmalobjekts (auch RAÄ-Nr.)                                                                    |
| Beschreibung | = | Name (Denkmaltyp/Dokumentenverweis im Arkivsök) sowie eine kurze Beschreibung des Objekts                        |
| Bild         | = | Bild des Objekts sowie Verweis auf weitere Bilder                                                                |

## Fornminnen Sillhövda
| ID             | Lage    | Bezeichnung (RAÄ-Nr.) | Beschreibung | Bild           |
| -------------- | ------- | --------------------- | --- | -------------- |
| 10101300020001 | (Karte) | Sillhövda 2:1         | Sillhövda 2:1 (Wegmarke / L1979:4259) Meilenstein (ca. 1 m hoch) mit Aufschrift: „I MIL.“ (datiert auf 1794) auf einem 2,5 x 2,5 m und 1,5 m hohem Steinsockel östlich einer Kreuzung nördlich Holmsjö (bei Grundstück Holmsjövägen 111, 370 34 Holmsjö) - (Bildnachweis) | Weitere Bilder |
| 10101300070001 | (Karte) | Sillhövda 7:1         | Sillhövda 7:1 (Burg / L1979:6191) auch als Burgruine „Gåsanabben“ bekannt, ist ein tw. künstlich angelegtes Burgplateau auf einer landzungenähnlichen Insel am Ostufer des Älthen-See nördlich von Holmsjö nahe der Ortschaft Älmtamåla. Der Burgbereich (ca. 210 x 50 m) und das Plateau nehmen die ehemalige Insel fast vollständig ein und sind mit einer etwa 55 m langen Steinbrücke mit dem Festland verbunden. Auf dem Plateau befindet sich ein ca. 8 x 8 m großes überwachsenes Hausfundament und eine ringförmige Mauer mit einem Durchmesser etwa 3,5 m. | Weitere Bilder |
| 12000000142988 | (Karte) | Sillhövda 594         | Sillhövda 594 (Wegmarke / L1978:9053) gusseiserner Meilenstein auf einem Steinsockel westlich der Fernstraße 28 (Karlskrona - Vetlanda), ca. 3 km nördlich von Holmsjö mit Aufschrift: „1 4“ - (Bildnachweis) | Weitere Bilder |
| 12000000142989 | (Karte) | Sillhövda 595         | Sillhövda 595 (Wegmarke / L1978:9090) Wegstein westlich der Fernstraße 28 (Karlskrona - Vetlanda), ca. 3 km nördlich von Holmsjö mit Aufschrift: „SS“ - (Bildnachweis) | Weitere Bilder |
| 12000000142990 | (Karte) | Sillhövda 596         | Sillhövda 596 (Wegmarke / L1978:8097) Wegstein westlich der Fernstraße 28 (Karlskrona - Vetlanda), ca. 3,5 km nördlich von Holmsjö mit Aufschrift - (Bildnachweis) | Weitere Bilder |
| 12000000142991 | (Karte) | Sillhövda 597         | Sillhövda 597 (Wegmarke / L1978:8098) Wegstein westlich der Fernstraße 28 (Karlskrona - Vetlanda), ca. 3 km nördlich von Holmsjö mit Aufschrift: „IIS, H“ - (Bildnachweis) | Weitere Bilder |
| 12000000144376 | (Karte) | Sillhövda 603         | Sillhövda 603 (Hofgrundstück / L1978:9137) verlassenes ehemaliges Hofgrundstück (ca. 110 x 110 m) mit Bebauungsresten von 1818 am nordwestlichen Ufer des Sees Vastersjön nördlich der Ortschaft Saleboda. | Weitere Bilder |
| 12000000144594 | (Karte) | Sillhövda 615         | Sillhövda 615 (Wegmarke / L1978:8995) Wegstein östlich der Fernstraße 28 (Karlskrona - Vetlanda), ca. 1,5 km nördlich von Holmsjö mit unklarer Aufschrift - (Bildnachweis) | Weitere Bilder |
| 12000000144596 | (Karte) | Sillhövda 617         | Sillhövda 617 (Wegmarke / L1978:8997) Wegstein östlich der Fernstraße 28 (Karlskrona - Vetlanda), ca. 2 km nördlich von Holmsjö mit Aufschrift: „0 5, 7, SI U, FFIS“ - (Bildnachweis) | Weitere Bilder |
| 12000000144598 | (Karte) | Sillhövda 619         | Sillhövda 619 (Brücke / L1978:9206) Gewölbebrücke (ca. 10 x 5 m) mit gusseisernen Geländer und Steinpfosten am Südende des Sees Västersjön nahe der Ortschaft Fur | Weitere Bilder |
| 12000000144600 | (Karte) | Sillhövda 621         | Sillhövda 621 (Steinhügelgrab / L1978:9233) Hügelgrab (Durchmesser ca. 15 m, Höhe etwa 1,5 m) nördlich von Holmsjö (neben Hofgrundstück Lindkullevägen 4, 370 34 Holmsjö) | Weitere Bilder |
| 12000000193451 | (Karte) | Sillhövda 637         | Sillhövda 637 (Kapelle / L1978:9524) Ruine einer ehemaligen Kapelle (ca. 20 x 10 m) und Reste des Fundaments (um 1766 erbaut), brannte 1940 nieder und wurde durch einen Neubau 1945 ersetzt. | Weitere Bilder |
| 12000000206645 | (Karte) | Sillhövda 642         | Sillhövda 642 (Mühle / L1978:9728) Reste einer ehemaligen Mühle mit Steinmauer am Lyckybyån (östlicher Zufluss des Västersjön-Sees) am westlichen Zugang einer 30 m langen Brücke (1842) mit Steinfundamenten (L1955:6202) | Weitere Bilder |